# Gouvernement Gabino Bugallal Araújo
Royaume d'Espagne
Dato IV Muñoz II
Le gouvernement intérim de Gabino Bugallal Araújo est le gouvernement du royaume d'Espagne, en fonction le 8 mars 1921 au 13 mars 1921 à la suite de l'assassinat d'Eduardo Dato.